# 拉西奥塔
拉西奥塔（法語發音：[la sjɔta]），法国东南部城市，普罗旺斯-阿尔卑斯-蓝色海岸大区罗讷河口省的一个市镇，隶属于马赛区，其市镇面积为31.46平方公里，2022年1月1日时人口数量为37,599人，在法国城市中排名第213位。
拉西奥塔位于罗讷河口省东南部，地中海海滨，因当地独特的山海自然风光而闻名，是一座旅游疗养城市，世界上第一部电影《火车进站》在此拍摄。

## 地名来源
“Ciotat”一名可能出自拉丁语单词“civitas”，意为“城池”，其对应的现代法语单词为“cité”，其具体来源尚有待考证。
拉西奥塔所处区域历史上曾通行奥克语普罗旺斯方言，“La Ciotat”在奥克语维基百科及同语言的Openstreetmap中对应的拼写均为“La Ciutat”。
此外，因翻译标准不同，“La Ciotat”在部分汉语资料中又被译为拉西约塔或拉西澳塔。

## 历史

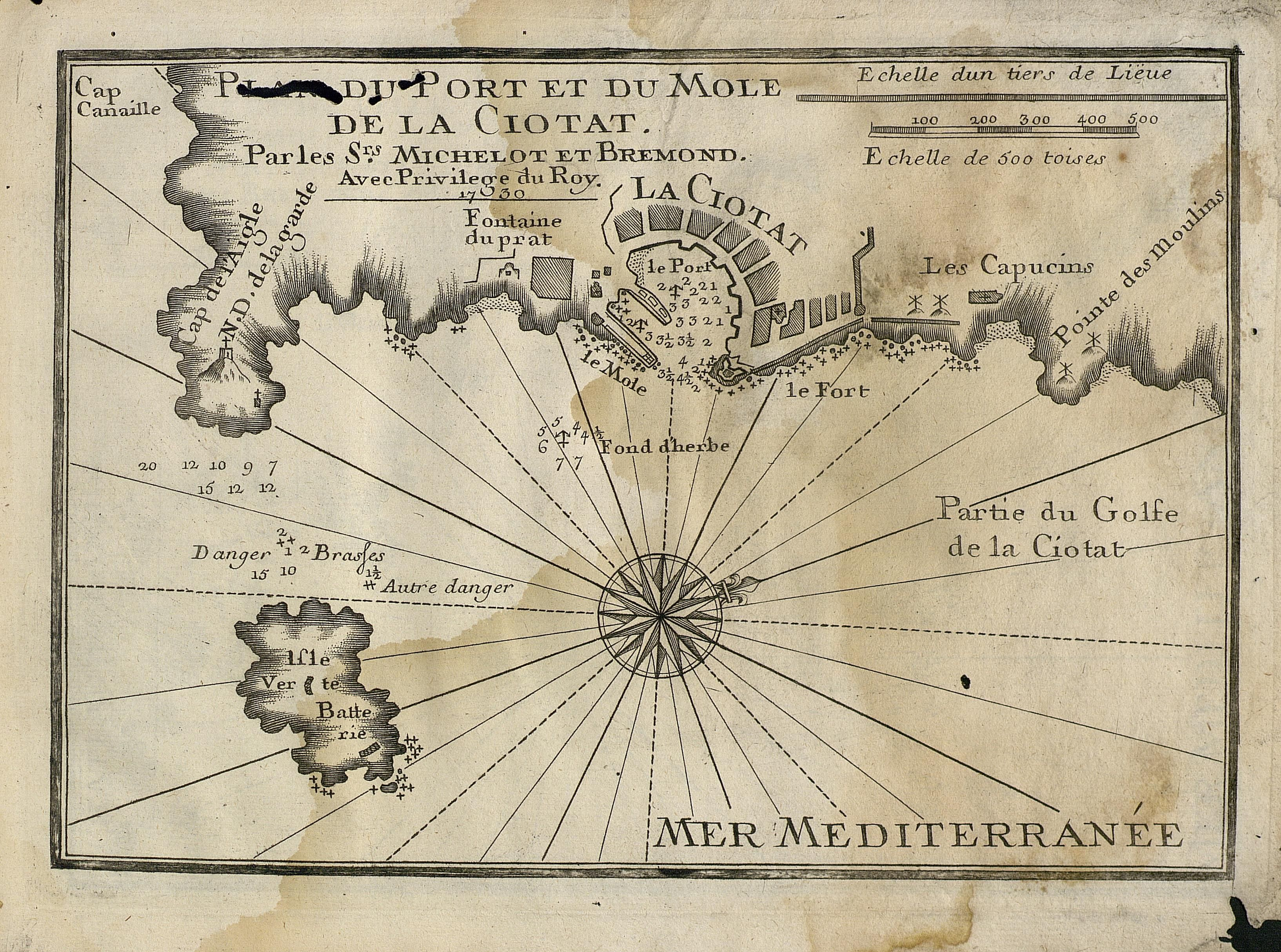
18世纪的拉西奥塔地图

拉西奥塔的早期历史尚不清楚。根据当地官方网站的论述，拉西奥塔境内的埃利亚纳克（Ellianac）和泰尔韦讷洞穴（Grotte de Terrevaine）曾发现新石器时代的人类活动遗迹。古典时期，一条沿地中海海岸线延伸的道路由此通过。中世纪中期，拉西奥塔为圣维克多修道院的一处领地。1429年，拉西奥塔获得市镇自由贸易宪章。16世纪后，得益于海上贸易的发展，拉西奥塔逐渐成为一个商业港口，当地于1622年建成了一座造船厂。拉西奥塔在1720年的普罗旺斯黑死病疫情中幸免于难，但在1724年的暴风雨遭到严重破坏。法国大革命后，拉西奥塔成为罗讷河口省的一个市镇。工业革命期间，拉西奥塔的造船业得到机械化发展，并成为当地重要的经济支柱。途径拉西奥塔的马赛—文蒂米利亚铁路于1887年建成通车，1895年在拉西奥塔火车站拍摄的短片《火车进站》通常被认为是世界上的首部电影。自19世纪以来，得益于当地独特的自然风光，拉西奥塔逐渐发展成为一座旅游城市，当地人口数量逐年增加。始建于19世纪末，后于1985年废弃。

## 地理

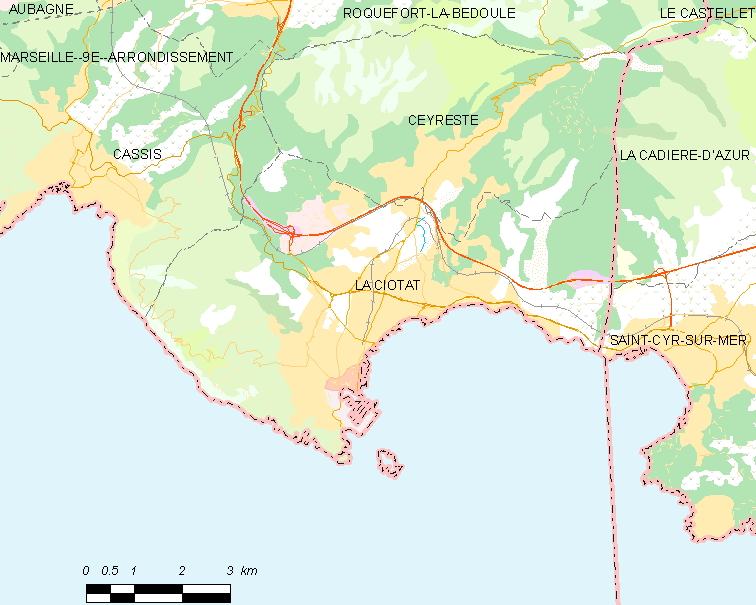
拉西奥塔市镇范围地图

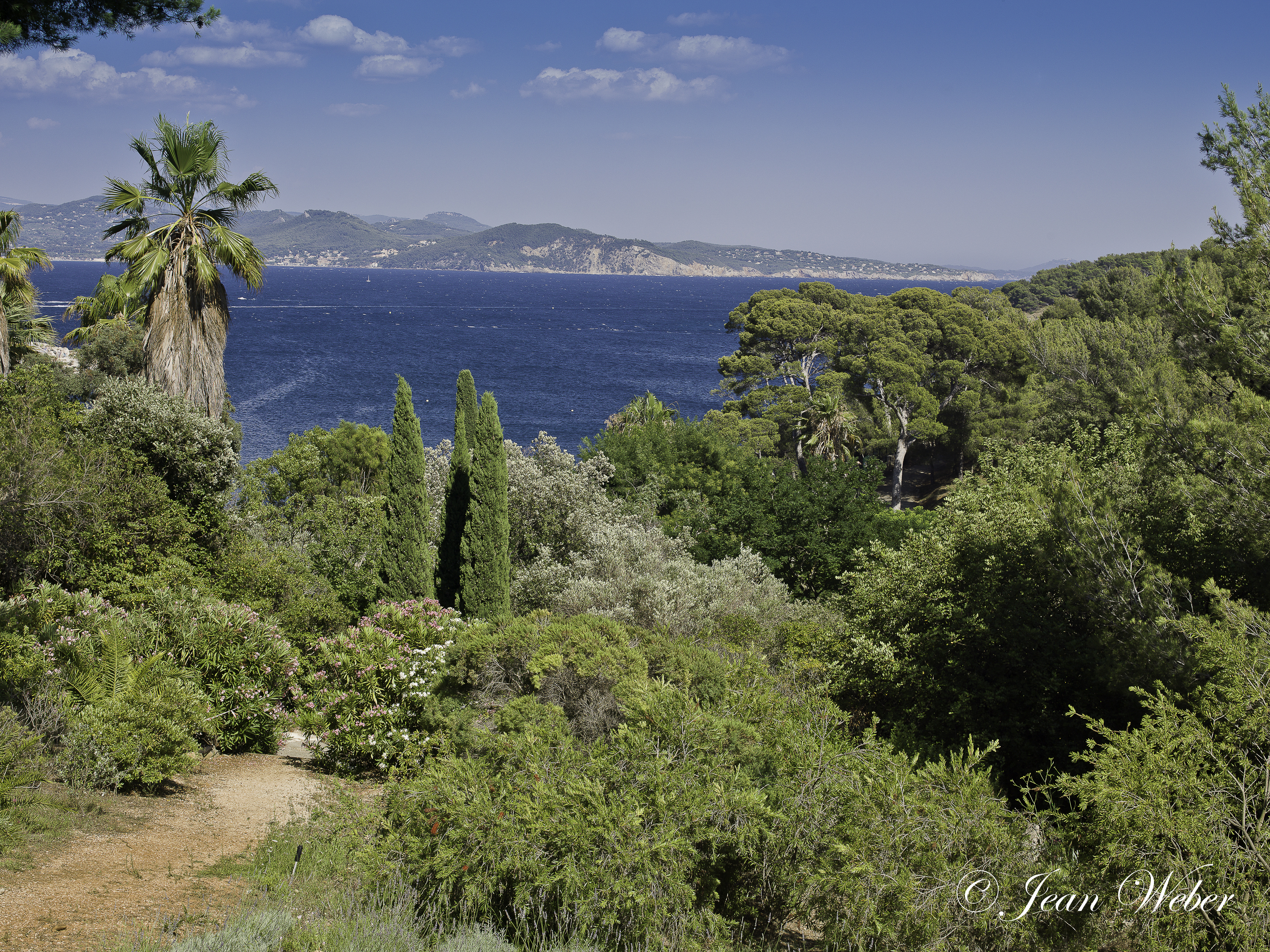
米热勒公园

拉西奥塔位于法国东南部，普罗旺斯-阿尔卑斯-蓝色海岸大区南部和罗讷河口省东南部，距离省会马赛大约34公里。与拉西奥塔接壤的市镇包括：卡西、塞雷斯特、拉卡迪耶尔达聚尔和滨海圣西尔。

### 地形
拉西奥塔位于卡朗克山东段，境内以山地丘陵为主，市镇中心位于地中海滨，整体地势自沿海向内陆抬升，东部相对平坦，西部为大泰特山（La Grande Tête），全境海拔在0到394米之间，最高点为顶檐峰。

### 水文
法诺溪（Ruisseau du Faneau）自北向南在拉西奥塔市区东部注入地中海。位于地中海山的亦为拉西奥塔的市镇管辖范围。

### 植被
拉西奥塔属于亚热带常绿硬叶林区，林地多分布于市镇范围内的山地地带，市中心的城市花园（Jardin de ville）、欧仁·穆通广场（Square Eugène Mouton）以及市镇最南端的米热勒公园等是当地的城市绿地。
在鲜花城市的评比中，拉西奥塔被评为3星级鲜花城市。

### 气候
拉西奥塔在柯本气候分类法中属于地中海气候（Csb）。
拉西奥塔境内设有气象站，以下为该气象站的数据（其中日照数据取自马赛普罗旺斯机场）：
| 拉西奥塔1981年－2019年 | 拉西奥塔1981年－2019年 | 拉西奥塔1981年－2019年 | 拉西奥塔1981年－2019年 | 拉西奥塔1981年－2019年 | 拉西奥塔1981年－2019年 | 拉西奥塔1981年－2019年 | 拉西奥塔1981年－2019年 | 拉西奥塔1981年－2019年 | 拉西奥塔1981年－2019年 | 拉西奥塔1981年－2019年 | 拉西奥塔1981年－2019年 | 拉西奥塔1981年－2019年 | 拉西奥塔1981年－2019年 |
| 月份                   | 1月                    | 2月                    | 3月                    | 4月                    | 5月                    | 6月                    | 7月                    | 8月                    | 9月                    | 10月                   | 11月                   | 12月                   | 全年                   |
| ---------------------- | ---------------------- | ---------------------- | ---------------------- | ---------------------- | ---------------------- | ---------------------- | ---------------------- | ---------------------- | ---------------------- | ---------------------- | ---------------------- | ---------------------- | ---------------------- |
| 历史最高温 °C（°F）    | 18.8 (65.8)            | 20.5 (68.9)            | 20.8 (69.4)            | 26 (79)                | 31 (88)                | 32.5 (90.5)            | 37.4 (99.3)            | 36.5 (97.7)            | 30.8 (87.4)            | 26 (79)                | 21.5 (70.7)            | 19 (66)                | 37.4 (99.3)            |
| 平均高温 °C（°F）      | 10.5 (50.9)            | 10.7 (51.3)            | 13 (55)                | 15.6 (60.1)            | 19.3 (66.7)            | 23.6 (74.5)            | 26.9 (80.4)            | 26.2 (79.2)            | 23.1 (73.6)            | 18.8 (65.8)            | 14 (57)                | 11.5 (52.7)            | 17.8 (64.0)            |
| 日均气温 °C（°F）      | 7.9 (46.2)             | 7.9 (46.2)             | 9.9 (49.8)             | 12.4 (54.3)            | 16.3 (61.3)            | 20.1 (68.2)            | 23.4 (74.1)            | 22.8 (73.0)            | 20 (68)                | 16.1 (61.0)            | 11.6 (52.9)            | 9.1 (48.4)             | 14.8 (58.6)            |
| 平均低温 °C（°F）      | 5.5 (41.9)             | 5.3 (41.5)             | 6.9 (44.4)             | 9.2 (48.6)             | 13.1 (55.6)            | 16.8 (62.2)            | 20 (68)                | 19.3 (66.7)            | 16.9 (62.4)            | 13.5 (56.3)            | 9.2 (48.6)             | 6.8 (44.2)             | 11.9 (53.4)            |
| 历史最低温 °C（°F）    | −12 (10)               | −11 (12)               | −4 (25)                | −1 (30)                | 4.4 (39.9)             | 8 (46)                 | 13.3 (55.9)            | 10.3 (50.5)            | 9.5 (49.1)             | 2.5 (36.5)             | −3.2 (26.2)            | −3.9 (25.0)            | −12 (10)               |
| 平均降水量 mm（）      | 50.3 (1.98)            | 34.6 (1.36)            | 34.8 (1.37)            | 30.2 (1.19)            | 44.6 (1.76)            | 9.8 (0.39)             | 6.4 (0.25)             | 36.5 (1.44)            | 57.7 (2.27)            | 70.6 (2.78)            | 62.6 (2.46)            | 69.4 (2.73)            | 507.6 (19.98)          |
| 月均日照時數           | 145.1                  | 173.7                  | 238.7                  | 244.5                  | 292.9                  | 333.4                  | 369.1                  | 327.4                  | 258.6                  | 187.1                  | 152.5                  | 134.9                  | 2,857.9                |
| 来源：infoclimat.fr    |                        |                        |                        |                        |                        |                        |                        |                        |                        |                        |                        |                        |                        |

## 行政区划
拉西奥塔的市镇编号为13028，邮政编号为13600。
在行政管理方面，拉西奥塔隶属于法国普罗旺斯-阿尔卑斯-蓝色海岸大区罗讷河口省马赛区；在地方选举方面，拉西奥塔是的中央投票站所在地，其市镇范围全境被划入罗讷河口省第九选区；在社会管理方面，拉西奥塔是艾克斯-马赛普罗旺斯都会区的组成部分。
截至2024年6月，拉西奥塔市镇范围内暂无任何城市敏感街区及城市政策优先街区。
法国国家统计与经济研究所（简称）在进行数据统计时，将拉西奥塔及相邻的另外26个市镇设为土伦城市核心区，并将包括核心区在内的周边共40个市镇划为土伦城市区。自2020年起，土伦城市区被拆分，拉西奥塔被划入包含115个市镇的马赛-普罗旺斯地区艾克斯城市辐射区。此外，还将拉西奥塔市镇分为了15个“块区”（IRIS），以便于统计人口分布情况。

## 交通

### 公路
A50高速公路从拉西奥塔市区东北部过境，另有罗讷河口省省道D3线、D40a线、D40b线、D141线和D559线在拉西奥塔境内交汇。普罗旺斯-阿尔卑斯-蓝色海岸大区城际客运880线经停拉西奥塔，可通往土伦、邦多勒等地。
| 9 | 4.3 |

| 马赛 | 35 |

| 欧巴涅 | 17 |

| 邦多勒 | 20 |

2020年，64.7%的拉西奥塔家庭拥有至少一辆私人汽车。2021年，拉西奥塔境内共发生各类交通事故64起，造成2人遇难，90人受伤，其中25人重伤。

### 铁路
拉西奥塔位于马赛—文蒂米利亚铁路上。位于拉西奥塔市区东北部，停靠往返于马赛和莱萨尔克-德拉吉尼昂站一线的区域列车。

### 航空
拉西奥塔距离马赛普罗旺斯机场的公路里程大约57公里。

### 城市公共交通

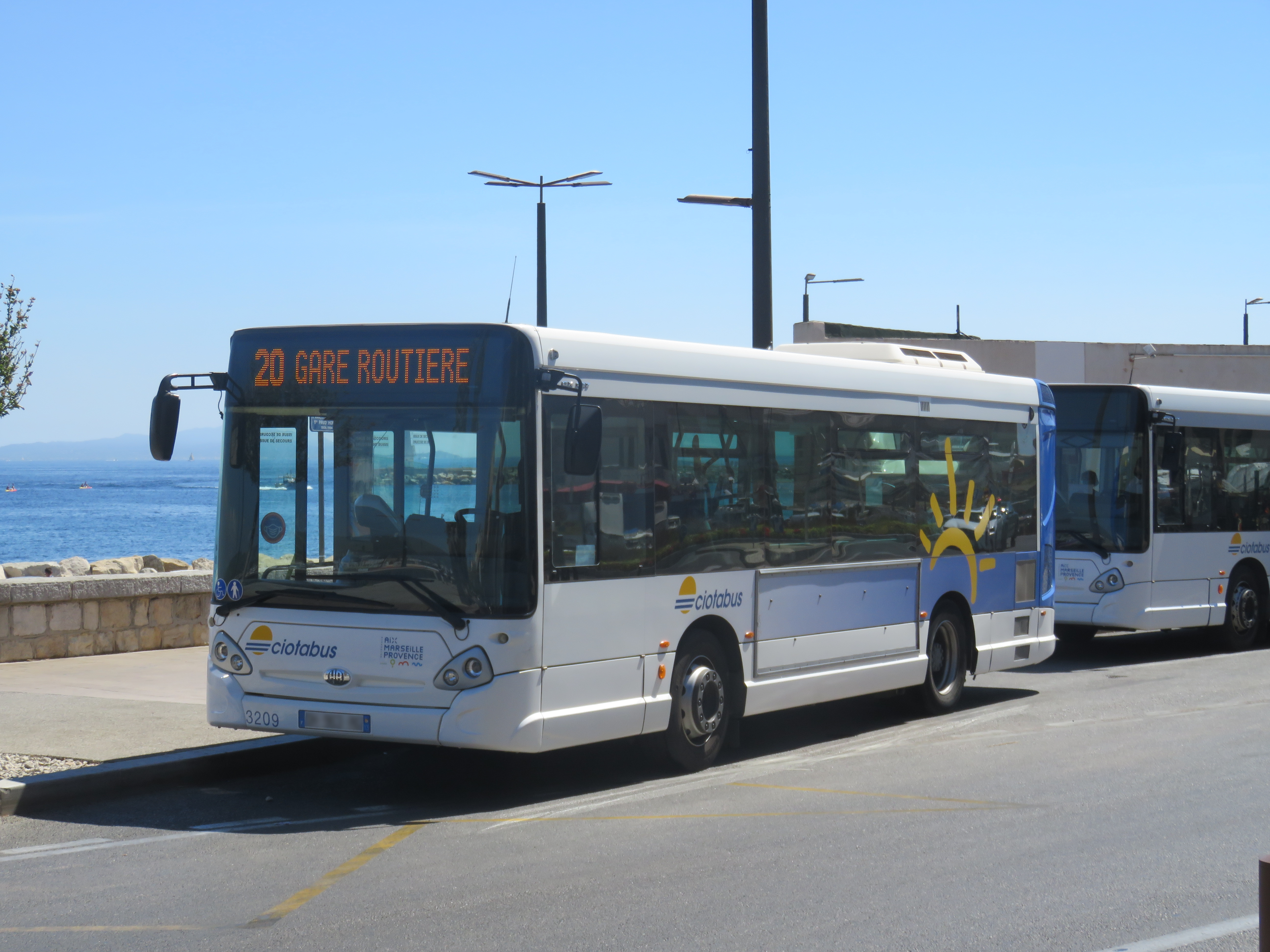
拉西奥塔的一辆公交车

（商业名称为“Ciotabus”）是当地的城市公共交通系统。截至2024年6月，该系统共包括九条常规公交线路及多条郊区及校车线路，路网覆盖了拉西奥塔市区内的主要街道和居民区。

## 政治

### 市政内阁
拉西奥塔的现任市长为亚历山大·多里奥尔先生（Alexandre DORIOL），他是共和党的一名成员，自2023年6月起担任市长职务。在2020年的市政选举中，帕特里克·博雷先生获得了46.19%的支持率，他是共和党的一名成员。
| 拉西奥塔历届市长 | 拉西奥塔历届市长                                   | 拉西奥塔历届市长                           |
| 任期             | 市长                                               | 党派                                       |
| ---------------- | -------------------------------------------------- | ------------------------------------------ |
| 1944年－1945年   | Jean-Claude DE SAINT-MARCEAUX 让-克洛德·德圣马尔索 | 不详                                       |
| 1945年－1947年   | Jean MAILLOULAS 让·马尤拉斯                        | PCF法国共产党                              |
| 1947年－1949年   | Louis PÉCOUT 路易·佩库                             | SFIO工人国际法国支部                       |
| 1949年－1977年   | Jean Graille 让·格拉耶                             | SFIO工人国际法国支部 →PS社会党             |
| 1977年－1979年   | Georges ROMAND 乔治·罗芒                           | PCF法国共产党                              |
| 1979年－1989年   | Louis PERRIMOND 路易·佩里蒙                        | PCF法国共产党                              |
| 1989年－1995年   | Jean-Pierre LAFOND 让-皮埃尔·拉丰                  | UDF法国民主联盟 →PR法国共和人党            |
| 1995年－2001年   | Rosy SANNA 萝西·萨纳                               | PCF法国共产党                              |
| 2001年－2020年   | Patrick BORÉ 帕特里克·博雷                         | RPR保衛共和聯盟 →UMP人民运动联盟 →LR共和黨 |
| 2020年－2023年   | Arlette SALVO 阿尔莱特·萨尔沃                      | LR共和黨                                   |
| 2023年－         | Alexandre DORIOL 亚历山大·多里奥尔                 | LR共和黨                                   |

### 各级选举
| 拉西奥塔历届投票选举结果 | 拉西奥塔历届投票选举结果       | 拉西奥塔历届投票选举结果 | 拉西奥塔历届投票选举结果             | 拉西奥塔历届投票选举结果        | 拉西奥塔历届投票选举结果 | 拉西奥塔历届投票选举结果        | 拉西奥塔历届投票选举结果        | 拉西奥塔历届投票选举结果 | 拉西奥塔历届投票选举结果 |
| 选举项目                 | 选举范围                       | 选区单位                 | 选区单位内的选举结果                 | 选区单位内的选举结果            | 选区单位内的选举结果     | 选区单位内的选举结果            | 选区单位内的选举结果            | 选区单位内的选举结果     | 参考资料                 |
| 选举项目                 | 选举范围                       | 选区单位                 | 第一轮胜出者                         | 第一轮胜出者                    | 支持率                   | 第二轮胜出者                    | 第二轮胜出者                    | 支持率                   | 参考资料                 |
| ------------------------ | ------------------------------ | ------------------------ | ------------------------------------ | ------------------------------- | ------------------------ | ------------------------------- | ------------------------------- | ------------------------ | ------------------------ |
| 2017年法國總統選舉       | 法國                           | 市镇                     |                                      | 玛丽娜·勒庞                     | 27.57%                   |                                 | 埃马纽埃尔·马克龙               | 55.29%                   | [ 31 ]                   |
| 2017年法国立法选举       | 罗讷河口省第九选区             | 市镇                     |                                      | 西尔维·布吕内                   | 32.16%                   |                                 | 西尔维·布吕内                   | 51.01%                   | [ 31 ]                   |
| 2019年欧洲议会选举       | 法國                           | 市镇                     |                                      | 若尔丹·巴尔代拉                 | 29.51%                   | （不适用）                      | （不适用）                      | （不适用）               | [ 33 ]                   |
| 2021年法国省级选举       |                                | 县 （ 法语 ： Canton de La Ciotat）         |                                      | 帕特里克·吉戈内托 达妮埃尔·米隆 | 42.13%                   |                                 | 帕特里克·吉戈内托 达妮埃尔·米隆 | 62.85%                   | [ 34 ] [ 35 ]            |
| 2021年法国省级选举       | 市镇                           |                          | 埃尔韦·伊特拉克 玛丽-露易丝·西比利亚 | 35.86%                          |                          | 帕特里克·吉戈内托 达妮埃尔·米隆 | 59.05%                          |                          | [ 34 ] [ 35 ]            |
| 2021年法国大区选举       | 普罗旺斯-阿尔卑斯-蔚蓝海岸大区 | 市镇                     |                                      | 蒂埃里·马里亚尼                 | 36.29%                   |                                 | 雷诺·米斯利耶                   | 55.56%                   | [ 36 ]                   |
| 2022年法国总统选举       | 法國                           | 市镇                     |                                      | 玛丽娜·勒庞                     | 27.74%                   |                                 | 玛丽娜·勒庞                     | 51.79%                   | [ 31 ]                   |
| 2022年法国立法选举       | 罗讷河口省第九选区             | 市镇                     |                                      | 若埃尔·梅兰                     | 26.44%                   |                                 | 若埃尔·梅兰                     | 56.96%                   | [ 31 ]                   |
| 2024年欧洲议会选举       | 法國                           | 市镇                     |                                      | 若尔丹·巴尔代拉                 | 39.98%                   | （不适用）                      | （不适用）                      | （不适用）               | [ 31 ]                   |

## 人口
2021年，拉西奥塔市镇人口数量为36,987，在法国排名第213位。其中男性17,339人，女性19,102人，75岁及以上人口占12.3%，出生于法国以外的常住人口数量为2,548人，人口密度为1,176人/平方公里，当地居民被称为（男性）或（女性）。2022年，拉西奥塔境内出生346人，死亡人口561人。

## 经济
拉西奥塔是一个区域性的中心城市。截至2024年6月，拉西奥塔市镇范围内共有各类用人单位（包含自雇）8,880家，平均历史为14年，其中98.63%为中小型企业（PME），2024年4月至6月间，当地的经济活力指数为0.01%。（外科医疗器械制造）、（计算机）及（建筑塑材制造）是当地2022年营业额最高的三个企业，分别为54,727,588欧元、46,610,013欧元和37,988,351欧元。

## 财政与居民收入
2022年，拉西奥塔的财政收入总额为65,876,100欧元，财政支出总额为59,492,200欧元，当年的债务总额为33,207,100欧元。2022年，拉西奥塔市镇通过增值税获得2,378,460欧元的收入，此外当地还共获得了2,906,260欧元的国家直接财政补助。

## 社会事务

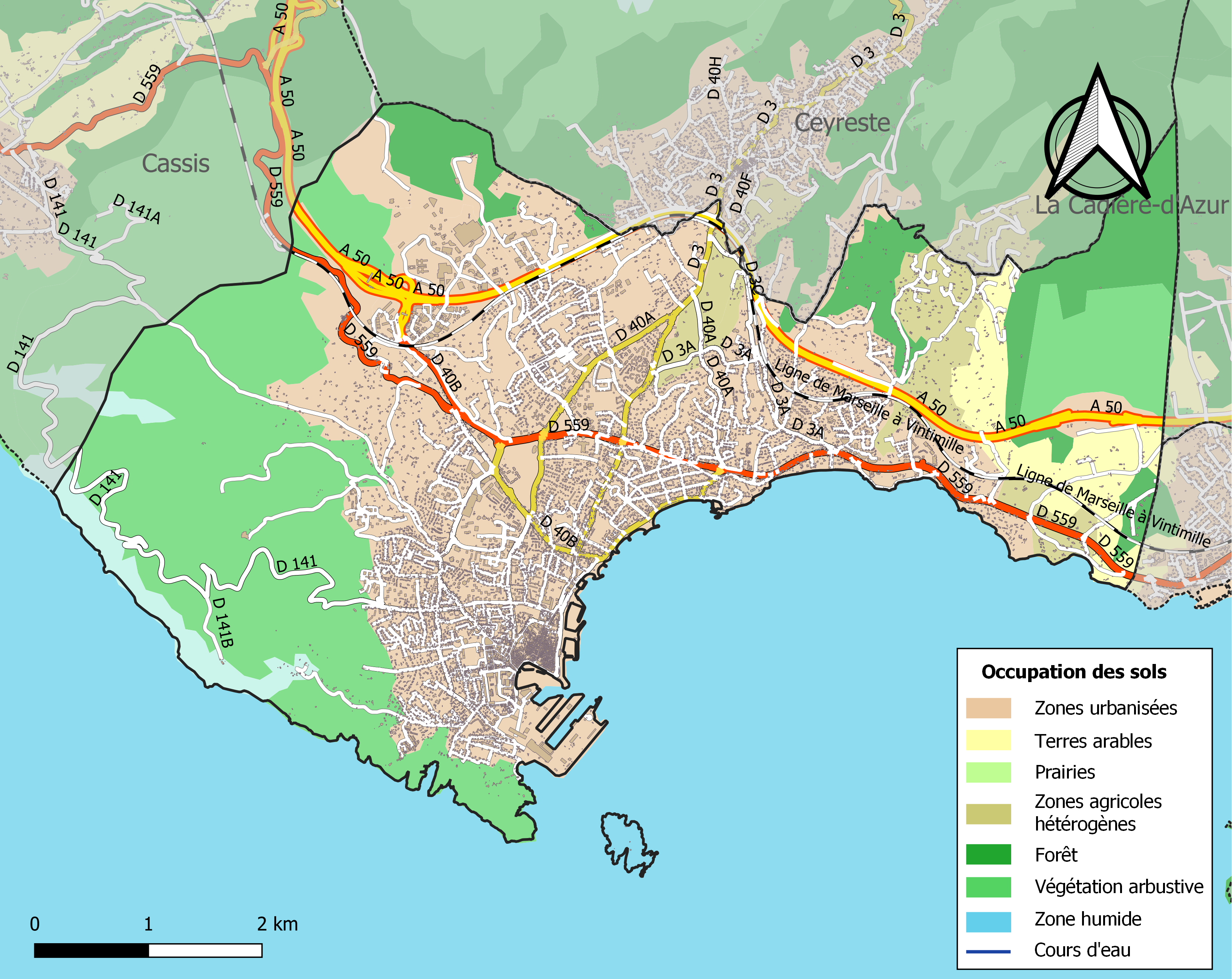
拉西奥塔土地利用情况地图

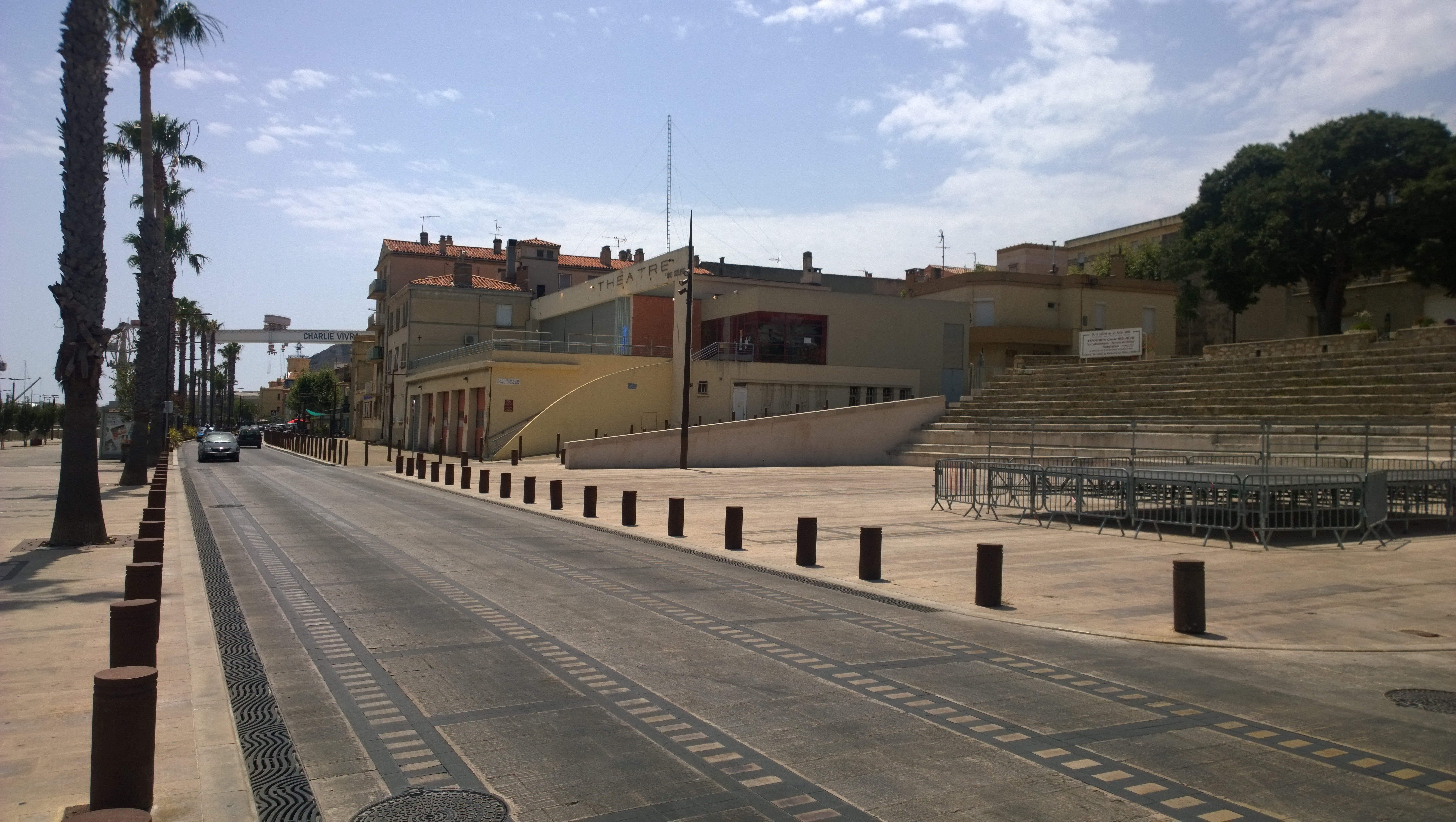
拉西奥塔海滨大道

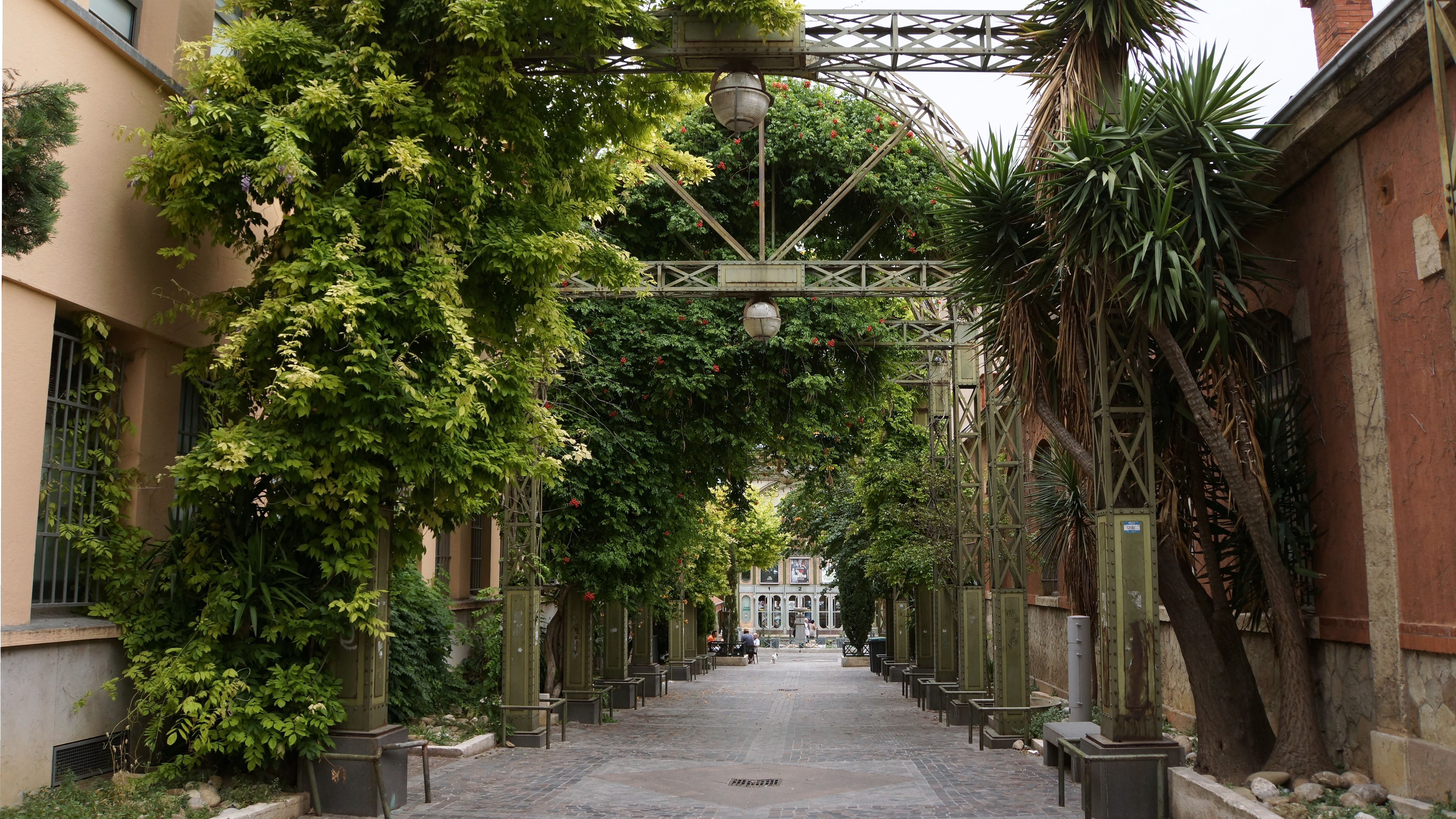
巴德龙街

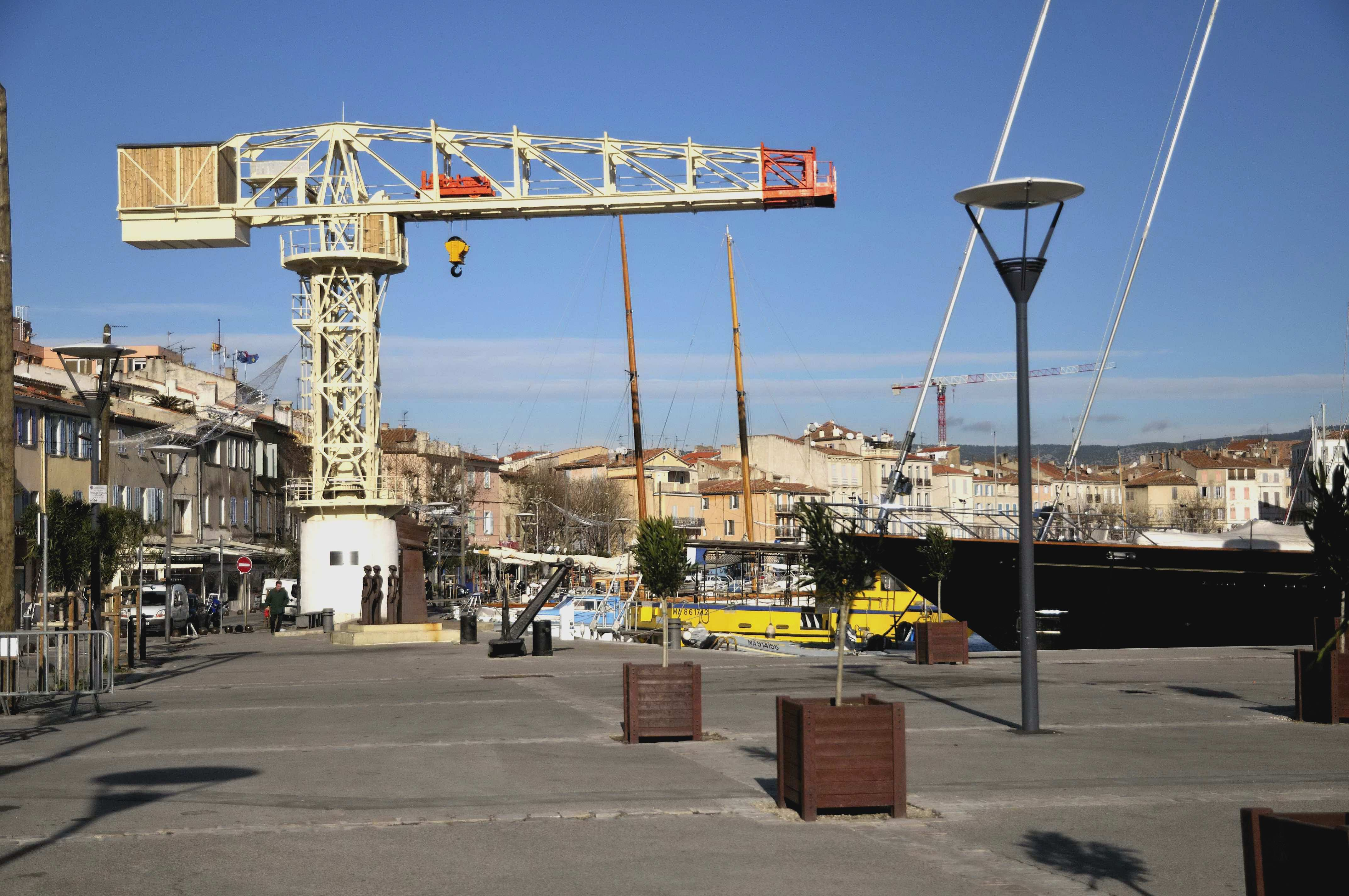
港口广场

### 教育
拉西奥塔属于艾克斯-马赛学区。截至2021年1月1日，拉西奥塔境内共有12所幼儿园、12所小学、3所初级中学和2所普通高中。2022至2023学年度，拉西奥塔境内共有在校中等教育阶段学生3,998名。

### 医疗
截至2021年1月1日，拉西奥塔境内共有全科医生51名、保健师103名、牙医37名、护士112名、耳科医生4名、眼科医生7名、皮肤科医生9名、助产士7名、儿科医生1名和妇科医生7名。境内共有药房14家、养老院4家、残疾人帮扶中心4家。
拉西奥塔中心医院（Centre Hospitalier de La Ciotat）是法国的一个区域性医疗机构，其主病区医院位于拉西奥塔市区中心，设有床位281个。

### 住房
2020年，拉西奥塔境内共有各类住房23,749套，其中29.6%为独立式住宅，69.7%为集中式住宅。常住房屋占拉西奥塔市镇范围内居民建筑总量的76.9%。
在住房保障政策方面，2022年，拉西奥塔境内共有3,765户家庭获得了住房经济补助，受益人数占总人口数量的10.2%，其中3,690份为房租补助。

### 商业
2021年，拉西奥塔境内共有各类实体商铺1,179家，其中餐厅224家、大型超市5家、杂货店15家、面包房33家、肉铺12家、书店7家、装饰品店6家、银行门店16家、美容美发店73家、汽车维修店60家。拉西奥塔镇中心建有多家家乐福超市，市区西北部则分布有E.Leclerc、Gifi、Aldi、Lidl等购物商场。

### 体育
2021年，拉西奥塔境内共有2家游泳池、4间体育馆、1座综合体育场、10处网球场、3处足球或橄榄球场以及5处篮球或排球场。
截至2024年6月，拉西奥塔境内共有三家注册足球俱乐部。拉西奥塔运动之星（Étoile Sportive de La Ciotat，编号503033）是当地的代表性足球队，成立于1921年，其主队2024至2025赛季参加地中海足球联赛乙组（法国第七级别），其主场为让·布伊苏球场（Stade Jean Bouissou）。

### 环境
拉西奥塔的环境事务由其所属的艾克斯-马赛普罗旺斯都会区联合各级政府协调负责。2021年，拉西奥塔境内共有1家污染企业。

### 治安
2021年，拉西奥塔市镇范围内共有1处派出所。
2020年，拉西奥塔市镇范围内累计记录各类案件2,424起，其中盗窃类案件1,188起，经济类案件262起，毒品交易类案件354起。

## 文化
2021年，拉西奥塔境内共有2家电影院、2家博物馆和1家音乐厅。拉西奥塔境内建有西蒙娜·韦伊多媒体中心（Médiathèque Simone-Veil），每周二至六向公众开放。

### 建筑
拉西奥塔境内有多处历史建筑，其中莱登剧场、等为法国国家文物保护单位。

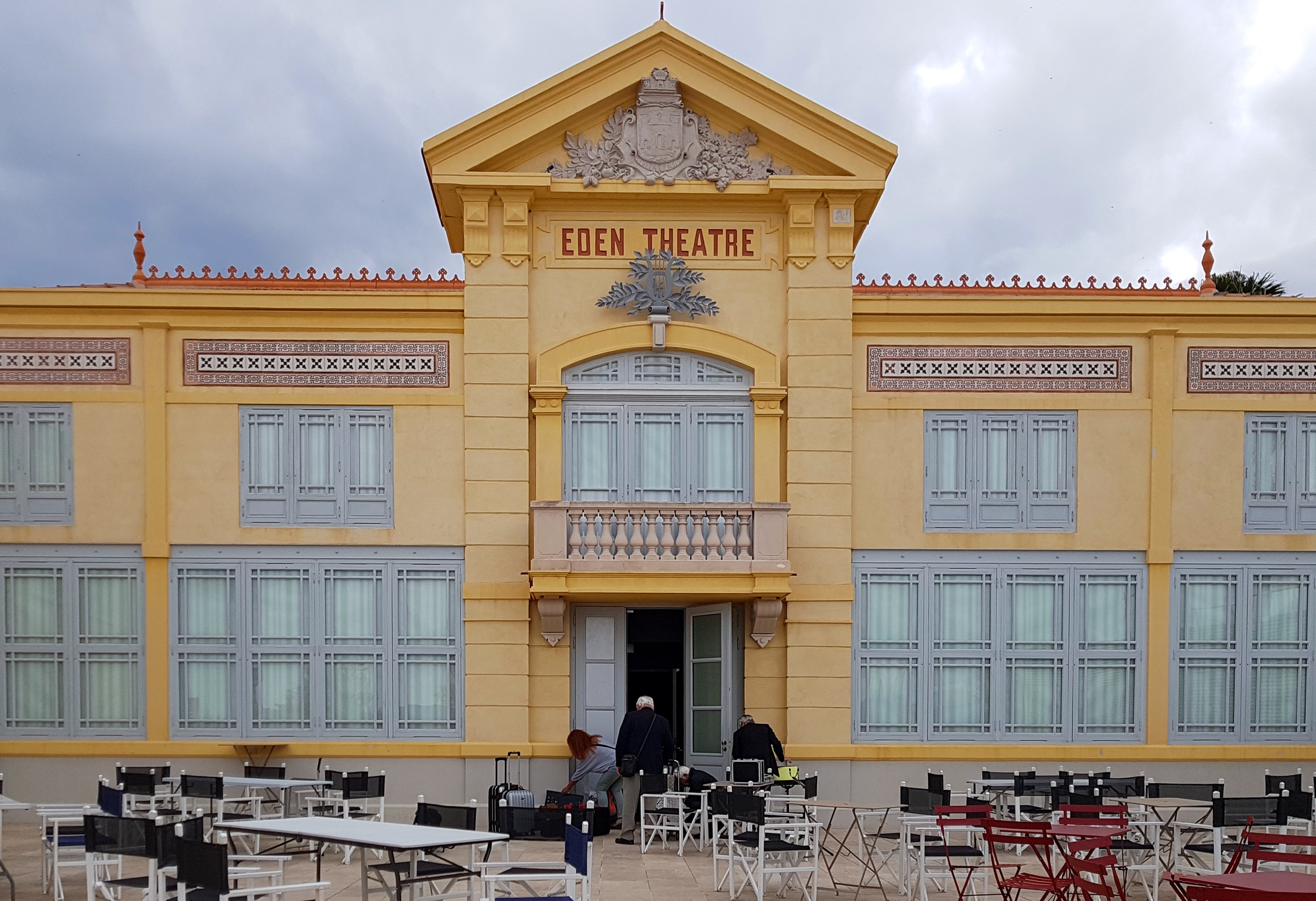
莱登剧场（法语：L'Eden Théâtre）
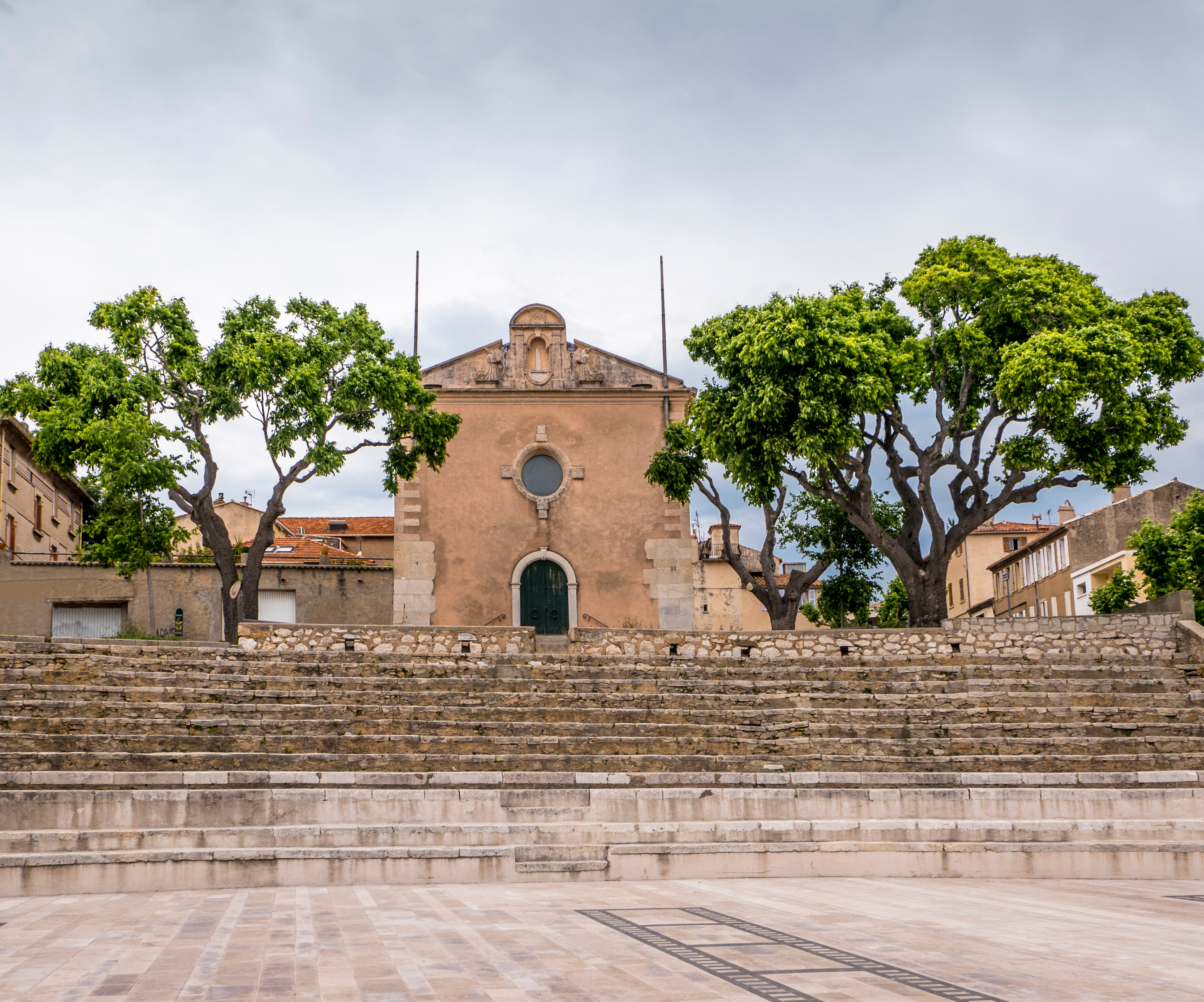
忏悔小教堂（法语：Chapelle des Pénitents bleus de La Ciotat）
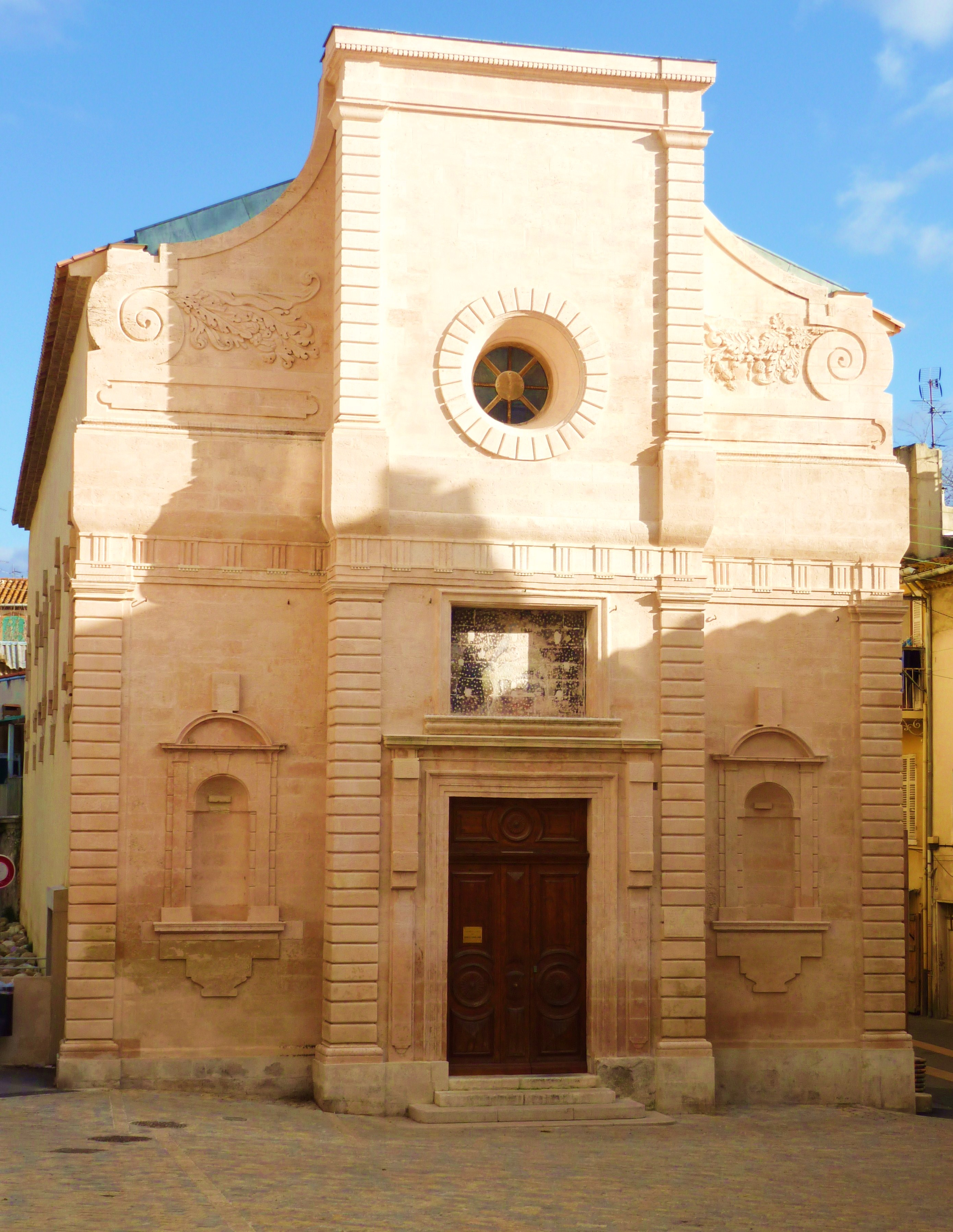
圣安娜小教堂
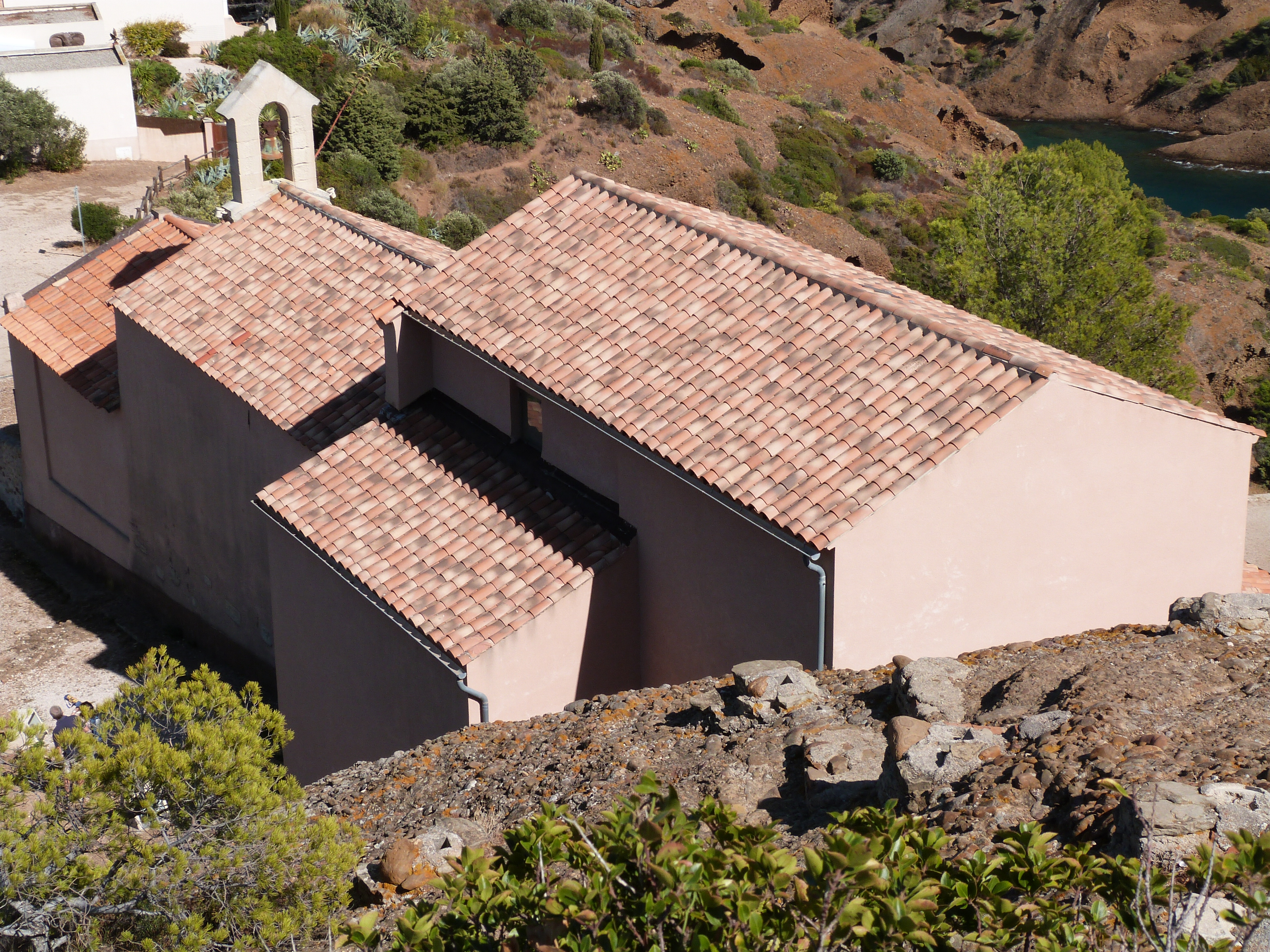
守护圣母小教堂
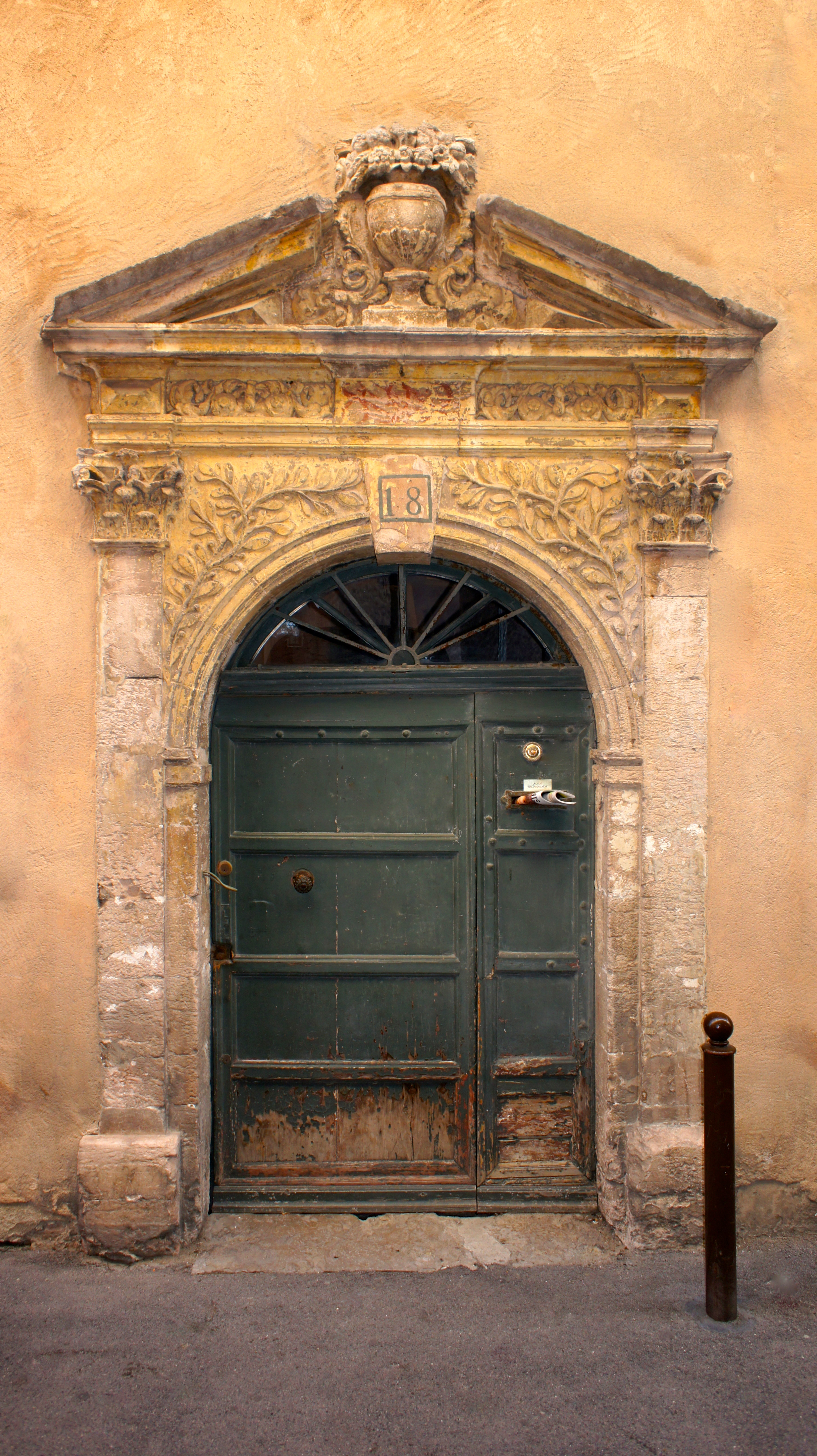
雷居斯宫（法语：Hôtel de Grimaldi-Régusse (La Ciotat)）
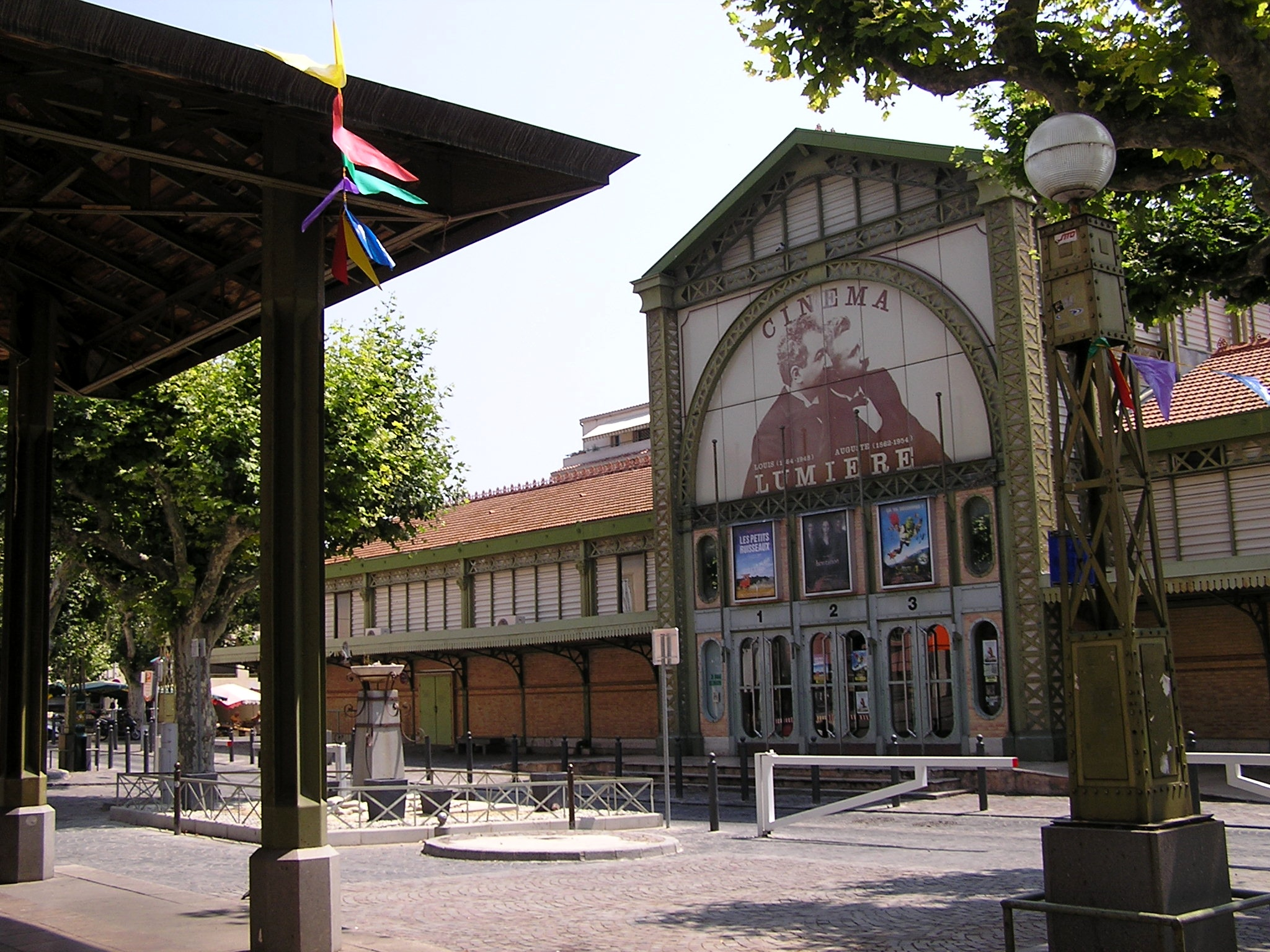
电影院
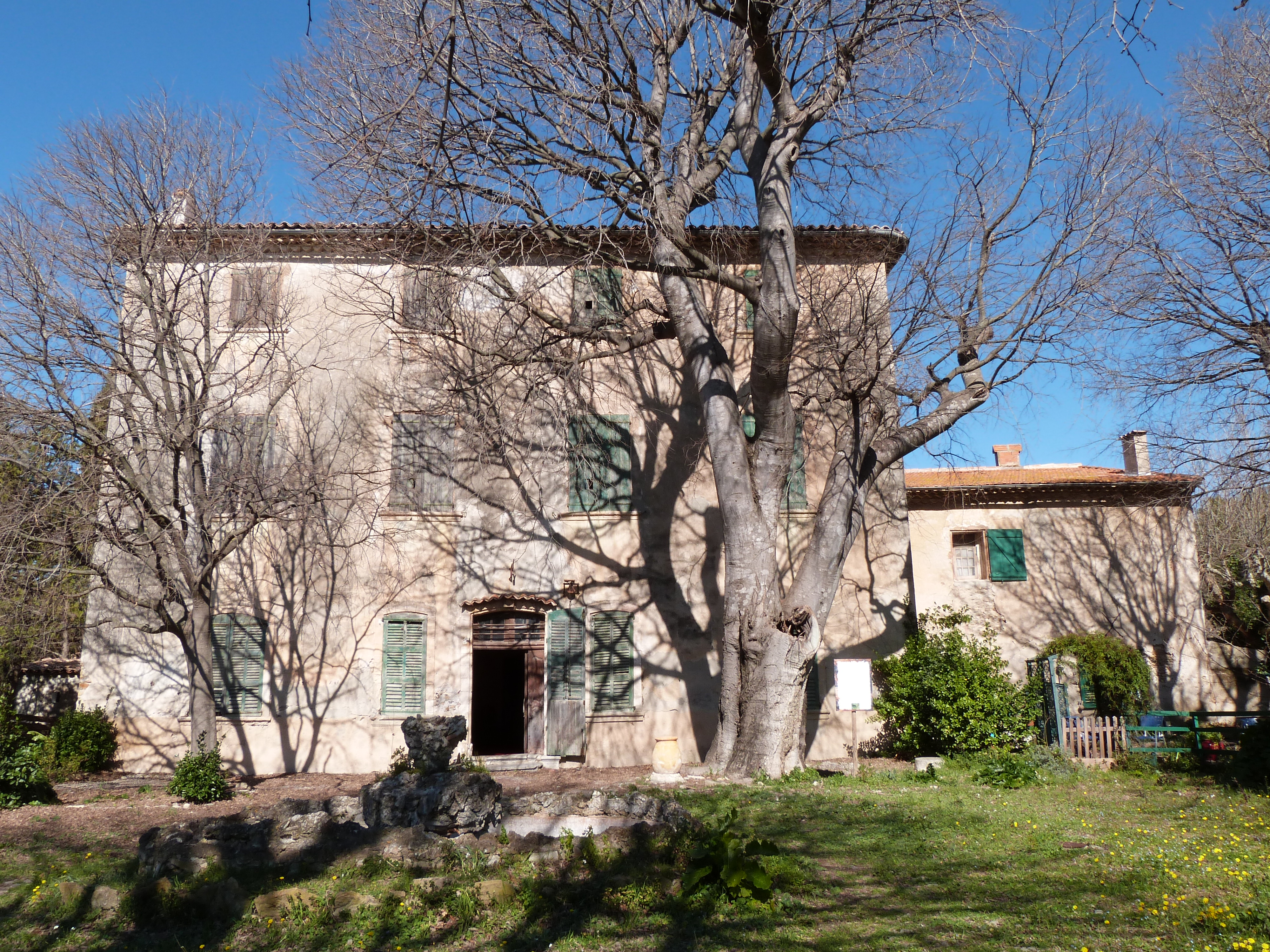
海洋城堡
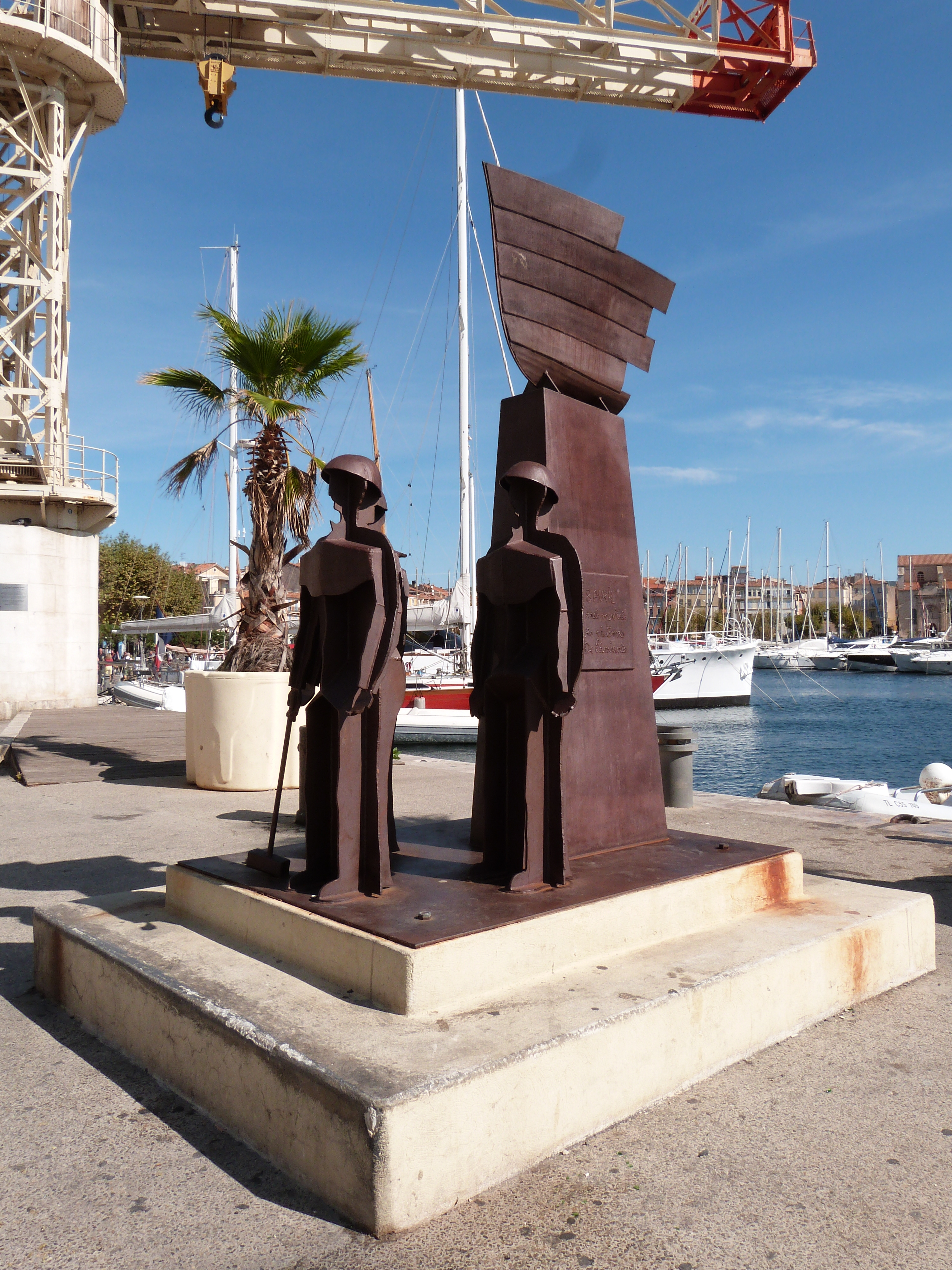
烈士纪念碑

### 旅游
拉西奥塔的旅游事务由其所属的艾克斯-马赛普罗旺斯都会区联合各级政府协调负责。2023年，拉西奥塔境内共有10家酒店共计321间房间；另有3个露营地，可容纳共662辆露营车。

### 媒体
法国主要的媒体均可在拉西奥塔接收，法国电视三台下属的普罗旺斯-阿尔卑斯-蓝色海岸大区频道在部分时段播出拉西奥塔所在罗讷河口省的地方新闻。蓝色法兰西普罗旺斯广播、卡马格广播、《普罗旺斯报》、《马赛人报》等是当地主要的地方性媒体。

## 相关人物
法国天主教人物路易-约瑟夫·莫兰、导演奥利维耶·达安、足球运动员若迪·维维亚尼、巴蒂斯特·阿洛埃和约昂·卡尔迪纳勒出生于拉西奥塔。

## 友好城市
截至2024年6月，拉西奥塔共与四座城市建立了友好城市关系：
- 德国 辛根
- 斯洛維尼亞 克拉尼
- 義大利 托雷安农齐亚塔
- 英格兰 布里奇沃特